# Geschossenergie

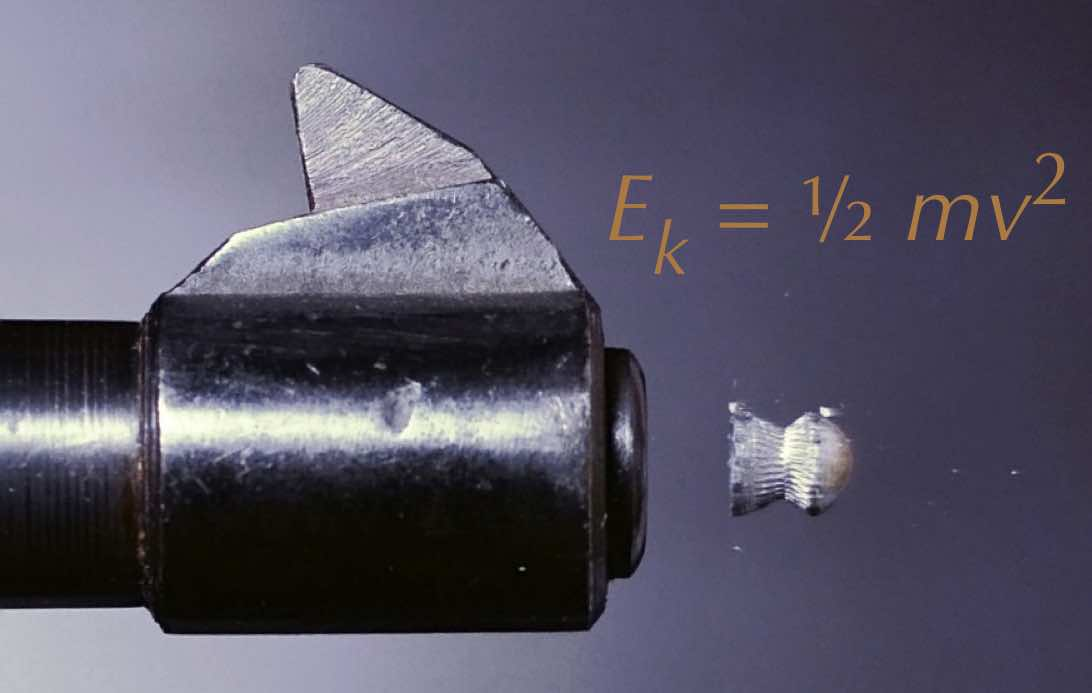
Geschoss beim Verlassen der Mündung

Geschossenergie ist ein Begriff der Ballistik und bezeichnet die kinetische Energie des Projektils. Die höchste Energie hat das Geschoss im Allgemeinen beim Verlassen der Mündung.

## Berechnung
Die kinetische Energie errechnet sich als {\displaystyle {\frac {1}{2}}\cdot m_{\rm {G}}\cdot v_{\rm {G}}^{2}}, mit der Geschossmasse mG (kg) und
der Geschossgeschwindigkeit vG (m/s). Sie wird in Joule (J) angegeben. 
Eine alte Einheit ist mt (Meter · Tonne) im Sinne von (Meter · 1000 kp). Im angelsächsischen Raum wird für die Geschossenergie anstatt Joule die Einheit foot-pound verwendet.

## Mündungsenergie
Mündungsenergie (auch als Mündungswucht oder E0) bezeichnet die kinetische Energie des Projektils beim Verlassen des Laufes einer Waffe.
Schießstände sind stets für Waffen einer bestimmten maximalen Mündungsenergie zugelassen.
Schusswaffen, deren Geschosse durch kalte Gase (Luftdruck- und CO2-Waffen) also ohne NC oder Schwarzpulver angetrieben werden, mit einer Mündungsenergie, die kleiner als 7,5 Joule ist, können in Deutschland frei ab 18 Jahren erworben werden.

## Auftreffenergie
Auftreffenergie bezeichnet die kinetische Energie des Projektils beim Auftreffen auf das Ziel. Aufgrund des Luftwiderstands ist sie geringer als die Mündungsenergie. Eine alte Bezeichnung ist Auftreffwucht.

## Beispiele
- Das Gewehr Fortek 2001 verschießt Munition vom Kaliber .50 BMG, das heißt 0,5 inch = 12,7 mm im Durchmesser und einer Geschossmasse von 42 g mit einer Mündungsgeschwindigkeit von 823 m/s. Die Mündungsenergie beträgt damit 14.224 J. Die maximale Schussweite von 6200 m wird mit dieser Munition bei einem Schusswinkel von 37 Grad erreicht. Das Geschoss trifft mit einer Geschwindigkeit von 175 m/s auf und hat damit eine Auftreffenergie von 643 J.
- Die Dicke Bertha, ein großer Mörser aus dem Ersten Weltkrieg, verschoss Sprenggranaten von bis zu 1200 kg mit einer maximalen Mündungsgeschwindigkeit von 435 m/s und erreichte damit eine Mündungsenergie von 114 MJ. Die Granate traf nach rund 9 km mit 310 m/s auf und hatte damit eine Auftreffenergie von 58 MJ. Das entspricht also der kinetischen Energie einer Masse von 1200 kg, die aus einer Höhe von 5000 m ohne Abbremsung durch den Luftwiderstand auf die Erde fällt, oder von 4 Eisenbahnwagen zu je 50 t bei einer Geschwindigkeit von 86 km/h oder eines dieser Wagen bei 172 km/h, die er nach einem Fall aus 120 m Höhe erreichen würde.
- Das 18,1"(~46,1 cm)-Hauptkaliber der japanischen Schlachtschiffe der Yamato-Klasse, als bisher größte schiffsgestützte Rohrartillerie, verschoss Granaten mit einer Masse von 1458 kg bei einer Mündungsgeschwindigkeit von 780 m/s. Die dabei in 0,035 s bis 0,040 s auf das Geschoss übertragene Mündungsenergie von rund 440 MJ (~122 kWh) entspricht etwa dem monatlichen Elektroenergiebedarf eines durchschnittlichen Singlehaushalts.

### Tabelle ausgewählter Geschosse
| Kaliber                                            | Masse des Projektils | Mündungs- geschwindigkeit | Mündungs- energie |
| 6 mm Airsoftkugel (6 mm BB)                        | ~0,12 – 0,85 g       | ~70 – 100 m/s             | ~0,3 – 4,25 J     |
| 4,5 mm Diabolo (Luftgewehr)                        | ~0,5 g               | ~90 – 360 m/s             | ~2 – 50 J         |
| .22 lfB (Kleinkaliber)                             | ~2,2 – 2,6 g         | ~300 – 340 m/s            | ~100 – 250 J      |
| 4,6 × 30 mm (PDW)                                  | ~2,0 – 2,5 g         | ~725 m/s                  | ~500 – 525 J      |
| 5,7 × 28 mm (PDW)                                  | ~1,8 – 2,1 g         | ~520 – 760 m/s            | ~470 – 540 J      |
| 9 × 19 mm (Pistole, MP)                            | ~6,8 g               | ~350 – 450 m/s            | ~300 – 550 J      |
| .45 ACP (Pistole, MP)                              | ~12,0 g              | ~260 m/s                  | ~320 – 600 J      |
| 7,62 × 39 mm (Mittelpatrone, z. B. AK-47)          | ~8,0 – 10,0 g        | ~610 – 745 m/s            | ~1.960 – 2.180 J  |
| 5,56 × 45 mm NATO (Sturmgewehr)                    | ~3,5 g               | ~1.000 m/s                | ~1.200 – 1.900 J  |
| 7,62 × 51 mm NATO (Gewehrpatrone)                  | ~9 – 9,6 g           | ~700 – 900 m/s            | ~2.700 – 3.580 J  |
| 12,7 × 99 mm NATO (schweres MG)                    | ~46,0 g              | ~800 m/s                  | ~15.000 J         |
| 23 × 115 mm (Maschinenkanone)                      | ~175 – 200 g         | ~690 – 740 m/s            | ~46.700 J         |
| 30 × 165 mm (Maschinenkanone)                      | ~400 g               | ~980 m/s                  | ~190.000 J        |
| 250 mm (10″) Kugelbombe in Großfeuerwerk           | ~4.500 g             | ~110 m/s                  | ~55.000 J         |
| 120 × 530 mm (DM 53) (Panzer Leopard 2)            | ~5.000 g             | ~1.750 m/s                | ~7.650.000 J      |
| 460 × 1829 mm (APC Typ 91) (Schlachtschiff Yamato) | ~1.458.000 g         | ~780 m/s                  | ~444.000.000 J    |